# Bolo de Santo Antônio
Bolo de Santo Antônio é um bolo típico brasileiro. É feito com castanhas do pará, gemas de ovos, claras em neve, manteiga, açúcar, farinha de trigo, leite, essência de baunilha e fermento em pó. A castanha pode ser substituída por amendoim torrado e moído.
É um prato bastante comum nas festas juninas.